# Ubojstva u poraću u travničkom kraju
Ubojstva u selu Nuli bila su zločin nad povratničkim obiteljima Hrvata travničkog kraja u poraću rata u BiH. 
Namjere počinitelja i njihovih nalogodavaca bile su da hrvatske povratnike snađu brojne poteškoće, nesavladive prepreke te da stalno traje nepovoljna političko-sigurnosna situacija, da bi ih odgovorili od povratka na područje od Hrvata etnički očišćenog travničkog kraja. Obitelj Jezerčić tek je djelimice obnovila obiteljsku kuću u zaseoku Nulima u zapadnom dijelu općine Travnik. 30. kolovoza 1997. ubijeni su vatrenim oružjem povratnici Luka Jezerčić (59) i njegov sin Pero (27) za vrijeme večere u obiteljskoj kući. Ubojice su ispalili više metaka. U vrijeme ubojstva Luke i Pere u kući su bili supruga (59) i drugi sin (31). Manje od tri mjeseca poslije iste godine, 26. listopada ubijen je Ivica Domić (30). Ubijen je po istom scenariju, pucnjima vatrenim oružjem kroz prozor obiteljske kuće. Pri tome su teško ranjeni njegov brat Zoran (17) i Ante (56). Do danas nisu otkriveni počinitelji ovih zločina, kao ni progonitelji, pljačkaši ni počinitelji desetaka drugih počinjenih zločina nad Hrvatima u travničkoj općini. Ne zna se pouzdano je li bilo ikakvih sudbeno-istražnih spisa, a ako ih je i bilo, odavno ih institucije sustava zanemaruju. Županijski MUP tvrdi da nijedan predmet nije stavljen ad acta. Tragovi su bili brojni i očiti, a rezultati istrage službeno neuspješni.
Ubojstva su dio niza nasilja nad Hrvatima u travničkoj općini te godine. 16. veljače u Šipoviku ubijen je u sinovoj kući Fabijan Babić (72), a radi prikrivanja zločina ta je kuća zapaljena, dok je Fabijanova kuća minirana. U trenutku miniranja u kući je bilo šest ukućana, a od miniranja lakše je ozlijeđena djevojčica. 28. veljače na području Doca u naselju Polju maltretirana je i silovana 90-šnjakinja koja je poslije preminula u travničkoj bolnici. 21. ožujka minirana je područna crkva Kristova Uznesenja u Donjem Putićevu. 16. travnja 11. rujna povratnika Vinka Jelonjića i brata Juru pretukli su u selu Kokošarima otac i sin Salko i Samir Hrustanović koji su prisvojili Jelonjićevu kuću, premda su se Hrustanovići mogli vratiti u svoje selo Hamziće. 13. rujna Jelonjić je umro u koševskoj bolnici u Sarajevu. 18. rujna počinjen je teroristički napad u zapadnom Mostaru. 4. listopada silovana je 71-šnja Hrvatica u Šipoviku. 27. listopada u Zenici napadnut je američki instruktor pri MPRI-ju Michael Calvin. Zbog planiranja napada na gvardijana franjevačkog samostana u Gučoj Gori krivične prijave podnesene su protiv Samira Pračalića, Ediba Helvida, Sabera Lahmara i Ali Hamada. Said Kramti, Samir Pračalić, Nihad Kokić, Abdel, Edin Mrkonja, Evel Manjušak i Nihad Kurtić optuženi su za podmetanje eksploziva u crkvi Kristova uskrsnuća u travničkom selu Putićevu. Ubojstva i drugi napadi nastavili su se i sljedeće godine, kad su ubijeni policajci i pokušana ubojstva policajaca hrvatske nacionalnosti. 9. veljače pukom srećom policajac Vlado Stojak preživio je eksploziju, ali je zadobio teške ozljede. 8. svibnja 1998. u Han Biloj otvorena je rafalna paljba na dvojicu policajaca (Josip Perković i Vjekoslav Kolenda) koji su se krajem smjene vraćali kući. 12. lipnja u dvorištu očeve kuće u travničkom naselju Lovrićima od podmetnute eksplozivne naprave stradao je travnički policajac Perica Bilić. 31. srpnja daljinski aktivirana eksplozivna naprava ispred kuće je usmrtila policajca Antu Valjana kod obližnjeg parkirališta uz zgradu PU Travnik. Prilikom uviđaja tad je kriminalistički inspektor PU Travnik Adnan Adilović (poznat po useljavanju u stan Hrvatice u zgradi Grozd u travničkom naselju Kalibunar, pri čemu je pretukao vlasnicu i njena svekra iz obitelji Kreševljak, pa žive kao izbjeglice u Dalmaciji; poznat što je kao djelatnik policijske stanice Vitez 1991/92. bio izravni sudionik u aferi krivotvorenja isprava za motorna vozila, zbog čega je bio suspendiran, lišen slobode i protiv njega bila je podnesena kaznena prijava.; po izbijanju hrv. -muslimanskog sukoba otišao iz Viteza; navodni okrutni postupci prema zarobljenim hrv. civilima i pripadnicima tek trebaju biti istraženi ) rekao Jedan ustaša manje. U to je vrijeme u zgradi PU Travnik sjedište imala tajna bošnjačka policija AID, unatoč zahtjevu međunarodnog namjesnika Hansa Schumachera i obećanjima bošnjačkog čelništva. Do tada se u općinu Travnik od 20.000 izbjeglih i prognanih Hrvata vratilo tek 15% Hrvata. I poslije očita niz nastavljanja ratnih obračuna u miru, oružanih napada, prijetećih grafita, pisama, otvorenih izjava, miniranja, spaljivanja i devastiranja stotina kuća, istjerivanja iz kuća, premlaćivanja i maltretiranja povratnika i onih koji su ostali, bacanja eksplozivnih naprava, rušenja i uništenja više stotina nadgrobnih spomenika, devastiranja svih katoličkih groblja u općini,  UNHCR je 14. listopada 1998. dodijelio Travniku na svečanoj sjednici Općinskog vijeća status "otvorenog grada".
Istražni organi sumnjičili su tuniškog terorista Karaja Kamela bin Alija, nadimka Abu Hamza, jednoga od najpoznatijih terorista koji se ikada kretao u BiH, rođena 1966., u domovini osuđena na 12 godina zbog terorizma, koji je po dolasku u BiH priključio se El-Mudžahidu, oženio se Bošnjakinjom iz sela Mehurići-Orašac u travničkoj općini, a poslije preselio u obližnju Guču Goru, nakon rata priključio se radikalnoj struji sljedbenika islama vehabijama. Zanj se vjeruje da je umiješan u pokušaj izvođenja terorističkih napada na američke vojne baze u Belgiji, Švedskoj i Italiji, da je 1997. u Bologni pripremao atentat na papu Ivana Pavla II. Državljanstvo BiH izgubio je 2001., jer su bošnjačke vlasti bile prisiljene poslije terorističkih napada Al Kaide na New York. Bio je 2001. godine osuđen na sedam godina zbog ubojstva jednog Arapa pred Islamskim centrom u Zenici, čiji identitet nikada sa sigurnošću nije utvrđen, bio je upleten i u teroristički napad u Mostaru, ali se od njegovog procesuiranja odustalo iz nepoznatih razloga.
Nakon ubojstva Ivice Domića, doministar Jozo Leutar prosvjedovao je zbog činjenice da skupina bivših pripadnika El-Mudžahida predvođena Abu Hamzom, otvoreno onemogućava provođenje policijske istrage. Federalnim policajcima zabranili su ući mudžahedinsko naselje Bočinju. 16. ožujka 1999. počinjen je atentat na Jozu Leutara.